# Wijnand Nuijen

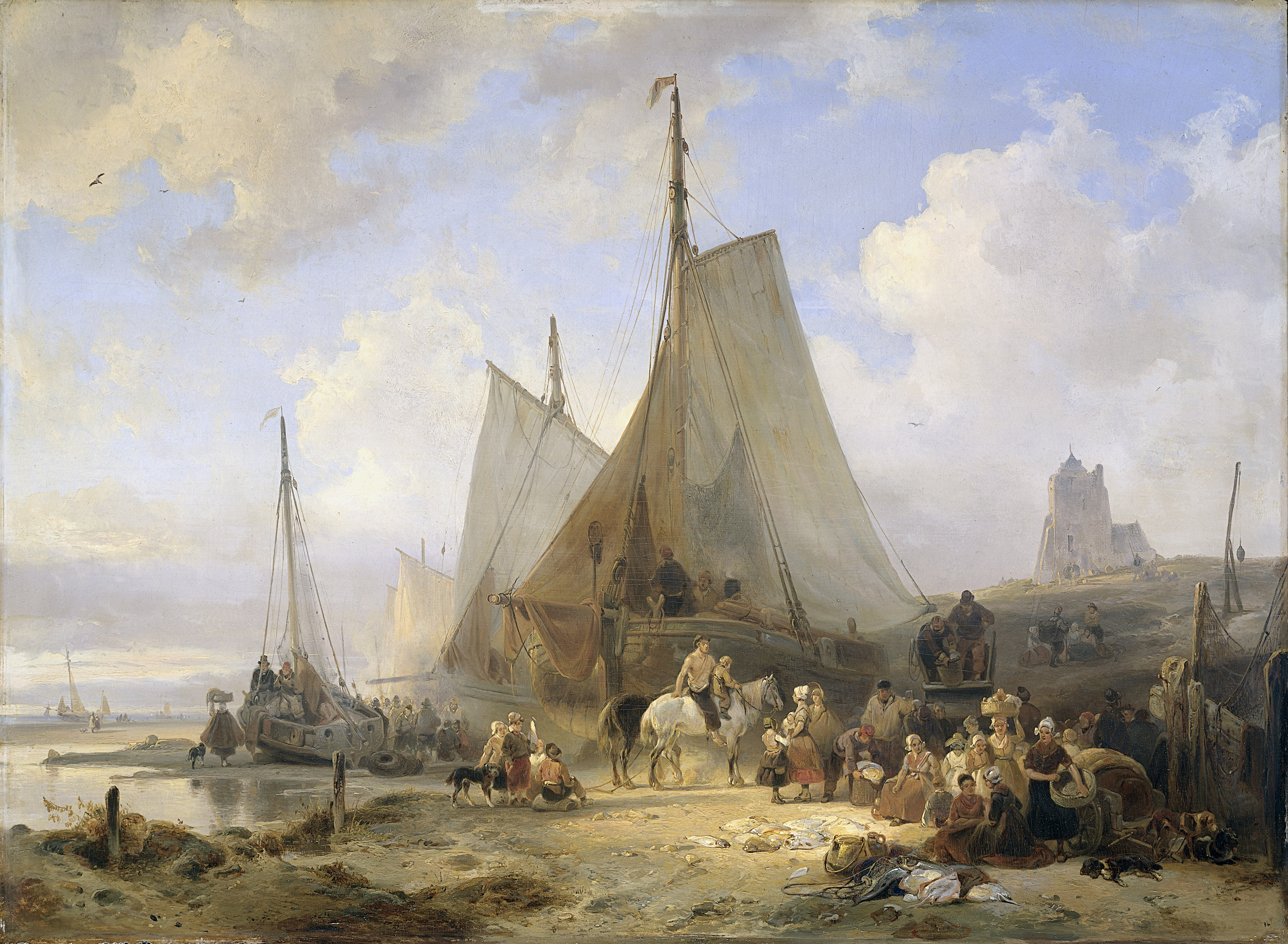
Fischereiboote am Strand

Wijnandus Johannes Josephus Nuijen  (* 4. März 1813 in Den Haag; † 2. Juni 1839 ebenda) war ein niederländischer Genre- und Landschaftsmaler, Radierer, Lithograf sowie Kunstpädagoge.
Er war ab 1825 Schüler von Andreas Schelfhout und seit dem 25. Juli 1838 sein Schwiegersohn. Von 1827 bis 1829 besuchte er die Den Haager Zeichenakademie; 1836 wurde er Mitglied der Amsterdamer Akademie. Er unternahm Studienreisen nach Belgien, Frankreich (Paris) und Deutschland (1833 zusammen mit Antonie Waldorp).
In seinem kurzen Leben malte er meist Landschaften und Genrebilder. Er beschäftigte sich auch mit Radierungen, Aquarellen und Lithografien. Er war seiner Zeit weit voraus, angesichts seiner Arbeit, die sich durch Technik und Farbe auszeichnete.